# 翔天狼大士
翔天狼 大士（しょうてんろう たいし、1982年1月31日 - ）は、モンゴル国ホブド県出身で、武蔵川部屋（引退時は藤島部屋）に所属した元大相撲力士。本名は松平 翔（まつだいら しょう）、モンゴル名（帰化前）はダグダンドルジ・ニャマスレン（モンゴル語キリル文字表記：Дагдандоржийн Нямсүрэн、ラテン文字転写：Dagdandorjiin Nyamsuren）、愛称はニャムカ。生まれ育ったのはウランバートル市だが、2009年10月以降はホブド県を出身地としている。身長189cm、体重160kg、血液型はO型、星座は水瓶座。得意手は突き、押し、右四つ、寄り。趣味はインターネット、旅行。最高位は東前頭2枚目（2009年9月場所）。現在は年寄・出来山。

## 経歴
ウランバートル市内で猛虎浪と同じ団地の住人だったが、お互い面識は無かったという。母国モンゴルのスポーツ祭典「ナーダム」のモンゴル相撲でジュニア優勝、廻しを締めた経験もないままぶっつけ本番で挑んだ世界相撲選手権大会の無差別級で3位というタイトルを持ち、現地の新聞記者に紹介された縁で2001年（平成13年）3月武蔵川部屋に入門し初土俵を踏む。同期の力士には横綱白鵬がいる。
幕下までは順調に出世したが、2003年1月場所前に左膝前十字靭帯断裂の怪我を負い、これが後々まで影響。2004年7月場所は部屋で麻疹が流行した影響で7戦全敗し三段目に陥落するなど足踏みし、長く幕下中位から上位に低迷した。初の幕下上位の場所で大敗した次の場所から四股名を武蔵龍から自分で考えた翔天狼に改名。2008年（平成20年）9月場所では幕下筆頭で4勝3敗と勝ち越して、十両昇進を決めた。初土俵から所要46場所での十両昇進は外国出身力士では当時3番目のスロー昇進であり、この時白鵬は既に横綱で、優勝回数8回を数えていた。
新十両で迎えた2008年（平成20年）11月場所では44年ぶりとなる初日からの9連勝を達成し、1953年1月場所成山が記録した新十両の初日からの連勝記録に55年ぶりに並んだが、10日目に岩木山に掬い投げで敗れ、新記録はならなかった。しかしながらこの場所は12勝3敗で初の十両優勝を勝ち取った。新十両優勝は2008年1月場所の栃ノ心以来。東十両筆頭で迎えた翌2009年（平成21年）1月場所でも11勝4敗の好成績で十両優勝。優勝決定戦では、同じモンゴル出身の白馬を極め出しで破った。翌3月場所では入幕した。新十両からの2場所連続十両優勝は同部屋の雅山以来で、史上8人目である。所要48場所での新入幕は、外国出身力士では戦闘竜の72場所、白馬の50場所に次ぐ、当時3番目のスロー記録であった。しかし新入幕の3月場所では、14日目の豊真将戦で髷掴みによる反則負けを取られたこともあって、7勝8敗の負け越しを喫する。
2009年（平成21年）7月場所を東前頭10枚目で迎え、初日から好調で14日目終了時点で10勝4敗。勝てば敢闘賞受賞の一番で黒海を下して11勝4敗、敢闘賞受賞を決めた。翌9月場所は東前頭2枚目。初日から5連敗の後6日目に横綱白鵬と初対戦し引き落としで勝利を上げ初金星を手にしたものの、この場所はわずか2勝に終ってしまった。だが、この金星が高く評価され（この年の白鵬は本割で年間86勝4敗という朝青龍の84勝6敗を上回る驚異的な新記録を達成したが、関脇以下の力士で白鵬から勝利を挙げたのは翔天狼ただ1人であった。）年末には財団法人日本プロスポーツ協会による「2009年日本プロスポーツ大賞新人賞」を福岡ソフトバンクホークスの攝津正らと共に受賞した。
2010年（平成22年）1月場所では奮起が期待されたが3勝12敗と大きく負け越し、あえなく十両に陥落してしまった。7月場所で再入幕を果たしたが5勝10敗と負け越し、翌9月場所は十両へ陥落した。
2011年（平成23年）11月場所は虫垂炎と腹膜炎の影響で入院したため休場し翌1月場所は2010年（平成22年）9月場所以来となる十両に陥落した。
2012年（平成24年）1月場所は十両で8勝7敗で勝ち越し東十両5枚目の地位にもかかわらず翌3月場所の再入幕を果たした（東十両5枚目で8勝7敗での入幕は極めて異例である）。翌3月場所は幕尻ながらも10日目まで9勝1敗と好調で、一時は優勝争いに加わっていた。しかし、その後は5連敗して9勝6敗に終わった。
2013年（平成25年）5月場所は7日目に勝って5勝2敗としたことを最後に白星に見放され千秋楽まで8連敗を喫し、結局5勝10敗の成績で場所を終える。同年11月場所は初日から6連勝するも、それ以降負けが込んで9勝6敗に留まった。
2014年（平成26年）1月場所は折から「前場所より10kg太った」と不調が伝えられながらも土俵に上がるが、初日に遠藤を破ったもののその後8連敗で負け越すなど絶不調に陥り、最終的な成績は2勝13敗に終わった。翌3月場所は12日目に負け越しを確定させたばかりか13日目から「左足関節捻挫で全治1ヶ月」と診断され途中休場を喫するなど完全に精彩を欠いてしまったが、続く5月場所は幸運にもわずか4枚半下降となる西十両8枚目の地位を与えられた。しかしその後、幕内への復帰はかなっていない。同年4月5日に第二子となる長男が誕生。
2017年8月に日本国籍を取得し、8月18日付の官報で告示され、9月9日には新たな本名が「松平 翔（まつだいら しょう）」となったことが日本相撲協会より発表された。直後の9月場所は全休。この年の夏から癌を患っていることが初土俵同期生の白鵬によって公表され、同年11月場所前の力士会では、関取衆70人の寄付によって見舞金を贈ることが決定された。
2017年12月28日付で引退し、年寄・春日山を襲名して藤島部屋の部屋付き親方として後進の指導に当たり始めた。上述の金星以降、白鵬との対戦はなかったため、自身は幕内で白鵬と対戦して金星を上げ、無敗のまま引退した力士の第一号となった。2019年7月25日に北陣に、2022年6月30日には錦島に、さらに2025年5月1日には出来山に名跡を変更した。

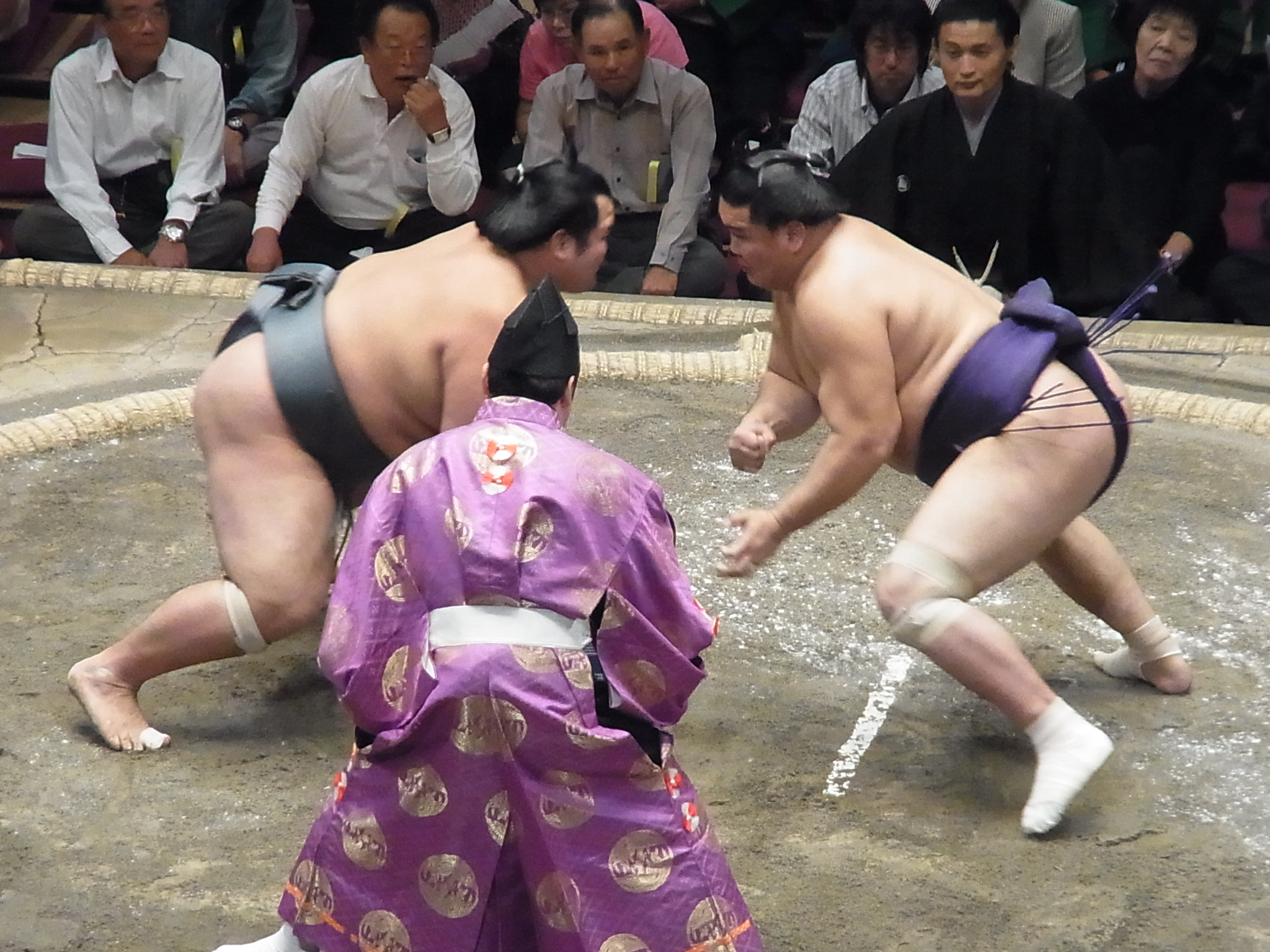
明治神宮例祭奉祝 奉納70回全日本力士選士権大会 相手は琴奨菊関（2011年10月3日撮影）

## エピソード
- 2011年（平成23年）7月に結婚。妻の兄は旭天鵬であり、2011年9月場所以降、旭天鵬との取組が組まれなくなった。2012年の『相撲』誌上では"のろけ"で話題になることが多かった[12]。因みに妻は3歳年上の姉女房である[1]。
- 2013年（平成25年）1月31日に、第1子となる長女が誕生した。奇しくも、父子で同じ誕生日となった[13]。
- 2009年3月場所4日目の木村山戦で幕内初勝利を挙げた際にインタビュールームに呼ばれ、その時アナウンサーから「いかがですか。幕内の土俵は?」と聞かれたのに対して「十両と同じでした。同じように丸くて」と答えた[14]。
- 大相撲八百長問題では証拠メールに「天狼」表記で名前が残されており、特別調査委員会に呼び出されて事情聴取を受けたが[15]、程無くして押収された対象者たちの携帯電話から「翔天狼とはガチ」との記述が為されたメールが確認されたことで「天狼」は若天狼のみを表わすということが明らかになり、翔天狼は八百長認定を受けることが無かった[16]。大相撲八百長問題の調査で証拠メールから（結果的に略称が誤解を与えたに過ぎなかったとはいえ）直接名前が確認されたことを理由に調査の対象となった力士13人の中でも八百長に関与をしていないと認定されたただ1人の力士である（後に蒼国来も裁判の結果八百長への関与が否定された）。
- モンゴル人力士の中でも珍しく怪力の突き押し力士であり、とりわけ背筋力に定評がある。白鵬主催の少年相撲大会である「第4回白鵬杯」が2014年2月2日に行われた際には出し物の背筋力測定で2位の白鵬を上回る257kgを記録した。2日前の1月31日には32歳の誕生日を迎えており、年齢的な要素も絡んでこれが注目を浴びた[17][18]。
- 現役時代に使用していた化粧廻しの1つとして、鯉の滝登りが描かれたものがあった[19]。
- 貴闘力が2024年3月に話したところによると、13代宮城野（元白鵬）は弟子集めの際に他のモンゴル出身の部屋持ち親方から弟子候補を支度金で横取りするようなことがあったため、既に彼に味方するのは元翔天狼ぐらいだという[20]。

## 主な成績

### 通算成績
- 通算成績：494勝484敗51休 勝率.505
- 幕内成績：164勝196敗15休 勝率.456[1]
- 十両成績：119勝131敗5休 勝率.476
- 現役在位：100場所
- 幕内在位：25場所
- 十両在位：17場所

### 各段優勝
- 十両優勝：2回（2008年11月場所、2009年1月場所）

### 三賞：金星
- 三賞：1回[1]
  - 敢闘賞：1回（2009年7月場所）
- 金星：1個[1]
  - 白鵬1個（2009年9月場所）

### 場所別成績
| | 一月場所 初場所（東京） | 三月場所 春場所（大阪） | 五月場所 夏場所（東京） | 七月場所 名古屋場所（愛知） | 九月場所 秋場所（東京） | 十一月場所 九州場所（福岡） |
| --- | ----------------------- | ----------------------- | ----------------------- | --------------------------- | ----------------------- | --------------------------- |
| 2001年 （平成13年） | x                       | （前相撲）              | 東序ノ口26枚目 6–1      | 東序二段68枚目 5–2          | 東序二段26枚目 5–2      | 西三段目91枚目 4–3          |
| 2002年 （平成14年） | 西三段目72枚目 3–4      | 西三段目89枚目 4–3      | 西三段目70枚目 5–2      | 東三段目39枚目 1–6          | 東三段目74枚目 6–1      | 東三段目18枚目 5–2          |
| 2003年 （平成15年） | 東幕下53枚目 1–2–4      | 東三段目25枚目 6–1      | 東幕下45枚目 3–4        | 西幕下54枚目 2–3–2          | 東三段目16枚目 4–3      | 東三段目4枚目 4–3           |
| 2004年 （平成16年） | 西幕下49枚目 5–2        | 東幕下29枚目 4–3        | 東幕下24枚目 0–7        | 東三段目筆頭 4–3            | 東幕下51枚目 6–1        | 東幕下22枚目 5–2            |
| 2005年 （平成17年） | 東幕下12枚目 4–3        | 西幕下10枚目 3–4        | 東幕下16枚目 4–3        | 西幕下11枚目 4–3            | 西幕下9枚目 2–5         | 西幕下20枚目 5–2            |
| 2006年 （平成18年） | 西幕下10枚目 1–2–4      | 西幕下28枚目 休場 0–0–7 | 西三段目8枚目 4–3       | 東幕下58枚目 6–1            | 西幕下27枚目 5–2        | 東幕下15枚目 4–3            |
| 2007年 （平成19年） | 東幕下13枚目 6–1        | 西幕下3枚目 1–6         | 西幕下26枚目 6–1        | 西幕下9枚目 4–3             | 東幕下8枚目 1–6         | 東幕下23枚目 6–1            |
| 2008年 （平成20年） | 西幕下8枚目 5–2         | 西幕下3枚目 3–4         | 西幕下6枚目 5–2         | 東幕下4枚目 4–3             | 西幕下筆頭 4–3          | 西十両9枚目 優勝 12–3       |
| 2009年 （平成21年） | 東十両筆頭 優勝 11–4    | 西前頭12枚目 7–8        | 東前頭15枚目 8–7        | 東前頭10枚目 11–4 敢        | 東前頭2枚目 2–13 ★      | 東前頭12枚目 9–6            |
| 2010年 （平成22年） | 西前頭9枚目 3–12        | 東十両筆頭 7–8          | 東十両2枚目 8–7         | 西前頭16枚目 5–10           | 東十両5枚目 9–6         | 東前頭16枚目 9–6            |
| 2011年 （平成23年） | 東前頭11枚目 8–7        | 八百長問題 により中止   | 西前頭8枚目 4–11        | 西前頭13枚目 7–8            | 西前頭14枚目 9–6        | 東前頭8枚目 休場 0–0–15     |
| 2012年 （平成24年） | 東十両5枚目 8–7         | 東前頭16枚目 9–6        | 東前頭11枚目 9–6        | 西前頭6枚目 7–8             | 西前頭7枚目 6–9         | 東前頭9枚目 5–10            |
| 2013年 （平成25年） | 東前頭14枚目 8–7        | 東前頭12枚目 8–7        | 東前頭11枚目 5–10       | 西前頭16枚目 9–6            | 西前頭10枚目 5–10       | 東前頭15枚目 9–6            |
| 2014年 （平成26年） | 東前頭11枚目 2–13       | 東十両4枚目 4–9–2       | 西十両8枚目 9–6         | 東十両4枚目 8–7             | 東十両3枚目 6–9         | 東十両4枚目 7–8             |
| 2015年 （平成27年） | 東十両5枚目 5–10        | 西十両9枚目 8–7         | 西十両6枚目 4–11        | 東十両13枚目 7–8            | 西十両13枚目 3–12       | 西幕下6枚目 6–1             |
| 2016年 （平成28年） | 東幕下筆頭 4–3          | 東十両14枚目 3–9–3      | 東幕下7枚目 2–5         | 東幕下22枚目 5–2            | 西幕下12枚目 3–4        | 東幕下19枚目 6–1            |
| 2017年 （平成29年） | 東幕下7枚目 1–6         | 東幕下24枚目 1–6        | 東幕下49枚目 3–4        | 西幕下59枚目 5–2            | 西幕下41枚目 休場 0–0–7 | 西三段目21枚目 休場 0–0–7   |
| 2018年 （平成30年） | 西三段目81枚目 引退 –   | x                       | x                       | x                           | x                       | x                           |
| 各欄の数字は、「勝ち-負け-休場」を示す。 優勝 引退 休場 十両 幕下 三賞：敢=敢闘賞、殊=殊勲賞、技=技能賞 その他：★=金星 番付階級：幕内 - 十両 - 幕下 - 三段目 - 序二段 - 序ノ口 幕内序列：横綱 - 大関 - 関脇 - 小結 - 前頭（「#数字」は各位内の序列） |                         |                         |                         |                             |                         |                             |

### 幕内対戦成績
| 力士名     | 勝数 | 負数 | 力士名   | 勝数 | 負数 | 力士名   | 勝数 | 負数 | 力士名   | 勝数 | 負数 |
| ---------- | ---- | ---- | -------- | ---- | ---- | -------- | ---- | ---- | -------- | ---- | ---- |
| 碧山       | 1    | 3    | 朝青龍   | 0    | 1    | 朝赤龍   | 1    | 6    | 旭日松   | 2    | 0    |
| 東龍       | 0    | 1    | 安美錦   | 2    | 2    | 阿覧     | 1    | 6    | 勢       | 0    | 3    |
| 岩木山     | 1    | 1    | 遠藤     | 1    | 0    | 大岩戸   | 1    | 0    | 大砂嵐   | 1    | 0    |
| 隠岐の海   | 2    | 4    | 魁皇     | 0    | 1    | 魁聖     | 3    | 5    | 臥牙丸   | 5    | 7    |
| 鏡桜       | 0    | 1    | 鶴竜     | 0    | 1    | 春日王   | 3    | 0    | 北太樹   | 3    | 5    |
| 木村山     | 4    | 2    | 旭秀鵬   | 2    | 1    | 旭天鵬   | 2    | 1    | 豪栄道   | 1    | 1    |
| 光龍       | 0    | 3    | 黒海     | 2    | 5    | 琴欧洲   | 0    | 1    | 琴春日   | 1    | 0    |
| 琴奨菊     | 0    | 1    | 琴光喜   | 0    | 1    | 琴勇輝   | 1    | 1    | 磋牙司   | 1    | 0    |
| 佐田の富士 | 4    | 1    | 霜鳳     | 4    | 3    | 常幸龍   | 4    | 0    | 松鳳山   | 1    | 0    |
| 蒼国来     | 2    | 1    | 大喜鵬   | 0    | 1    | 大道     | 4    | 5    | 貴ノ岩   | 0    | 1    |
| 隆の山     | 1    | 1    | 高見盛   | 4    | 5    | 髙安     | 3    | 6    | 宝富士   | 6    | 4    |
| 豪風       | 4    | 4    | 玉飛鳥   | 6(1) | 2    | 玉乃島   | 1    | 1    | 玉鷲     | 9    | 4    |
| 千代鳳     | 0    | 2    | 千代大海 | 0    | 1    | 千代大龍 | 1    | 3    | 千代の国 | 0    | 2    |
| 天鎧鵬     | 2    | 1    | 時天空   | 6    | 9    | 德勝龍   | 0    | 2    | 土佐ノ海 | 1    | 0    |
| 土佐豊     | 3    | 3    | 栃煌山   | 1    | 0    | 栃ノ心   | 3(1) | 8    | 栃乃洋   | 4    | 3    |
| 栃乃若     | 3    | 2    | 豊桜     | 1    | 1    | 豊ノ島   | 0    | 5    | 豊響     | 3    | 8    |
| 白馬       | 1    | 1    | 白鵬     | 1    | 0    | 把瑠都   | 0    | 2    | 日馬富士 | 0    | 1    |
| 富士東     | 5    | 5    | 普天王   | 2    | 0    | 寶智山   | 3    | 0    | 豊真将   | 4    | 2    |
| 北勝力     | 1    | 1    | 舛ノ山   | 2    | 4    | 猛虎浪   | 3    | 3    | 芳東     | 1    | 0    |
| 嘉風       | 2    | 6    | 若荒雄   | 3    | 3    | 若の里   | 5    | 8    |          |      |      |

## 改名歴
- 武蔵龍 大志（むさしりゅう たいし）2001年3月場所 - 2007年3月場所
- 翔天狼 大士（しょうてんろう -）2007年5月場所 - 2018年1月場所

## 年寄変遷
- 春日山 翔（かすがやま しょう）2017年12月28日 - 2019年7月25日
- 北陣 翔（きたじん -）2019年7月25日 -　2022年6月30日
- 錦島 翔（にしきじま -）2022年6月30日 - 2025年4月30日
- 出来山 翔（できやま - ）2025年5月1日 -